# H.C. Müller
Hans Christopher Müller (2. september 1818 i Thorshavn – 25. december 1897 smst) var en færøsk embedsmand og politiker. Far til Søren E. Müller.

## Embedsmand
Han var søn af sysselmand Rasmus Müller og Sigga Joensdatter. Müller var godt begavet og overtog 1843 embedet som sysselmand på Strømø efter sin far. Han blev medlem af det færøske Lagting og senere (1869) postekspeditør i Thorshavn og agent for DFDS (1866). Han var internationalt orienteret og besøgte handels- og verdensudstillinger i Tyskland og England. Han havde på egen hånd som autodidakt opbygget en stor viden om bl.a. Færøernes flora og fauna, og han indsamlede eksemplarer, som han sendte til Japetus Steenstrup i København. Han betalte 2 rigsdaler for hver skudt hvidbroget ravn fra Nolsø, hvilket skaffede udstoppede eksemplarer til Zoologisk Museum, men som også medvirkede til fuglens udryddelse.

## Politisk karriere
Han repræsenterede Suðurstreymoyar i Lagtinget 1852-55, 1865-1881 og 1885-92 og Norðstreymoyar 1857-59.
Allerede ved det første valg til Folketinget efter Grundlovens vedtagelse 1849 stillede han sig i Thorshavn, men opnåede ikke valg. Også i 1852 forsøgte han sig, men måtte atter bukke under for den dengang uovervindelige exam.jur. Niels Christopher Winther. Først da denne i 1858 frivilligt opgav sit kandidatur, valgtes Müller ind i Folketinget. Ved to følgende valg holdt han kredsen, men i 1864 slog skolelærer Johannes Petersen ham. Så valgtes han i 1865 ved et suppleringsvalg ind i Landstinget, hvor han blev slået i 1886. I stedet blev Müller atter valgt til Folketinget i 1887, hvor han sad indtil 1890.
Müller lod kun sjældent høre fra sig, når ikke et specielt færøsk forhold blev drøftet på tinge, men han fik dog lejlighed til at vise, både at han var en solid Højremand og en forstandig mand, der kunne tale godt for sig. 
Müller var gift med Marin Kristina f. Olsen.
Han var Ridder af Dannebrog og Dannebrogsmand. Müller er begravet på Thorshavn Gamle Kirkegård.